# (8103) Fermi
(8103) Fermi ist ein Asteroid des äußeren Hauptgürtels, der am 19. Januar 1994 am Farra-d’Isonzo-Observatorium (Sternwarten-Code 595) in der Gemeinde Farra d’Isonzo in der Region Friaul-Julisch Venetien entdeckt wurde.
Der Asteroid wurde am 2. Februar 1999 nach dem italienischen Kernphysiker Enrico Fermi (1901–1954) benannt, der im Jahr 1938 für seine Forschungen mit dem Nobelpreis für Physik ausgezeichnet wurde und als Berater von Robert Oppenheimer eine wichtige Rolle bei Entwicklung und Bau der ersten Atombomben spielte.